# 阿尔贝蒂娜博物馆

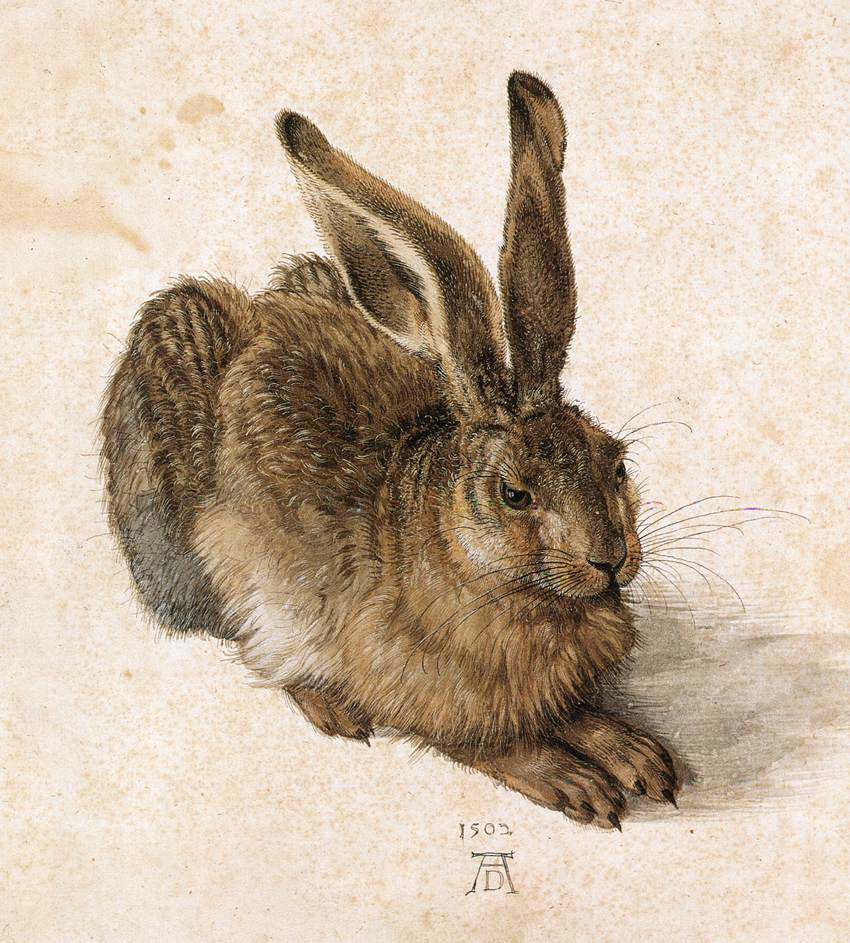
Young Hare ，丢勒 (1502)

阿尔贝蒂娜博物馆（Albertina）是一座位於奥地利首都维也纳的一座博物馆，位于该市的内城区（第一区）。它拥有世界上最大最重要的版画室，有大约65,000幅图画和大约100万幅版畫，以及较现代的的图形作品，照片和建筑图纸。该博物馆除了收藏图像以外，最近用长期贷款收购了两批印象派和20世纪初艺术的重要藏品，其中一些将会永久展出。博物馆内还设有临时展览。